# Psilopogon pyrolophus
Psilopogon pyrolophus е вид птица от семейство Megalaimidae, единствен представител на род Psilopogon.

## Разпространение
Видът е разпространен в Индонезия, Малайзия и Тайланд.